# Mai-HiME
Mai-HiME (舞-HiME?), conosciuto anche come My-HiME, è una serie televisiva anime prodotta dallo studio Sunrise, composta da 26 episodi e trasmessa in Giappone fra il 2004 ed il 2005 dalla rete televisiva TV Tokyo. La serie è indirizzata a un pubblico shōnen, in essa sono presenti degli elementi di vita scolastica, di commedia, così come anche chiari riferimenti ai generi yuri e mecha.
Dall'anime è stato tratto un manga, serializzato sulla rivista Shōnen Champion, che tuttavia presenta non poche differenze. In seguito è nata una serie animata spin-off, Mai-Otome (舞-乙HiME?) che, seppur ripresenta la maggior parte dei personaggi della prima serie, si svolge in un universo parallelo, dove i ruoli dei vari personaggi sono del tutto differenti.

## Tema
Mai-HiME racconta le vicende di un gruppo di ragazze nate con il dono di scorgere, nel cielo, una particolare stella rossa vicina alla Luna - chiamata Stella delle HiME - nonché capaci di materializzare degli speciali armamenti e le cui vite sono strettamente legate a delle creature di immenso potere che rispondono al nome di Child.
La serie, a livello temporale, è spezzata in due tronconi differenti e si svolge nel territorio circostante al Fuuka Gakuen, l'istituto scolastico dove la maggior parte delle HiME studia o lavora.
Nella prima metà della storia, le HiME si trovano ad affrontare delle creature chiamate Orphan, la cui natura è identica a quella dei Child, da cui si differenziano solo per la mancanza di legame con una HiME. Nella seconda parte dell'anime, ha inizio il Carnival delle HiME, in cui le guerriere dovranno affrontarsi l'un l'altra finché non ne resti in vita una sola: colei che è destinata al confronto con il Principe d'ossidiana.

## Trama

Le protagoniste della serie

Le vicende dell'anime hanno inizio con il trasferimento di Tokiha Mai e di suo fratello minore Takumi nella Terra di Fuuka, isola dove si trova l'Accademia in cui i due ragazzi vengono accolti per aver vinto delle borse di studio. Durante il viaggio in traghetto per raggiungere la loro nuova scuola, si troveranno loro malgrado coinvolti in un fatto misterioso e strano. Durante il trasbordo viene trovata, in mare, una ragazza in completo alla marinara. Tutti temono che sia annegata. Yuuichi Tate, uno dei compagni di viaggio dei Tokhia decide di aiutare la ragazza ma Shiho Munakata (la ragazza che lo accompagna) si oppone e dimostra una certa gelosia. La ragazza soccorsa si scopre essere una certa Mikoto Minagi. Questa porta con sé un'enorme spada che chiama Miroku. Nel frattempo, una misteriosa ragazza, di nome Natsuki Kuga parte dal suo motoscafo con un gigantesco robot in forma di lupo. La ragazza sale clandestinamente sulla nave e stordisce Yuuichi. Mai si spaventa e le domanda quali intenzioni abbia. Natsuki si scontra con Mikoto e la rimprovera dicendole: «Ti vogliono solo sfruttare! Non andarci!». Mai cerca di placare lo scontro tra le due ragazze. Durante lo scontro la nave affonda. Natsuki spara, con la sua pistola, a Mai, ma questa utilizza degli strani cerchi d'oro infuocati che si materializzano attorno ai suoi polsi.
Quel che sin dal principio risulta evidente è come tanto Mai, quanto Mikoto, che Natsuki condividano in qualche modo lo stesso destino e a rendere chiaro quest'aspetto è la presenza di uno strano simbolo – una sorta di voglia – presente sulla pelle di tutte e tre le ragazze, sebbene in posti diversi del corpo. La nave cola a picco. Natsuki si salva col suo robot, gli altri con delle scialuppe. Invece Mai rimane con Mikoto. Le due stanno per annegare quando precipitano in mare. Entrambe le ragazze svengono. Poco dopo si risvegliano e si trovano in un giardino davanti al Fuuka Gakuen (Accademia Fuuka), circondate da un cerchio d'erba infuocata.
Le ragazze vengono quindi interrogate da Haruka Suzushiro la presidentessa della Commissione Esecutiva del Consiglio Studentesco. La ragazza, Haruka, è aiutata dall'assistente Yukino Kikukawa e si dimostra molto dura nei confronti di Mai. Le domanda come mai sia riuscita a irrompere nella scuola trascinandosi dietro un mostro infuocato. Ma a placare le ire di Haruka è una misteriosa e calma ragazza, Shizuru Fujino, presidentessa del Consiglio Studentesco (Haruka odia profondamente Shizuru in quanto ha vinto le elezioni come presidentessa del Seitokai, il Consiglio Studentesco). Mikoto, intanto, è stata portata in infermeria sotto la stretta sorveglianza dell'infermiera Youko Sagisawa. Nel frattempo Natsuki entra al Fuuka Gakuen. Scopriamo quindi che è una studentessa di questa scuola.
Mai, a pranzo, fa amicizia con Aoi Senou e la sua amica Chie Harada, sue compagne di classe. Diventano sue amiche anche Sayuri Ichinose, Kazuya Kurauchi, Yayoi Ota e Miya Suzuki. Natsuki nel frattempo, passa tranquillamente in giardino. Mai la riconosce e si fa raccontare da Aoi quello che sa sulla ragazza: è stata bocciata perché frequenta di rado la scuola e marina le lezioni. Mai va a trovare Mikoto in infermeria ma l'infermiera le fa notare che la ragazza è sparita. Natsuki si incontra con il professor Kaiji Sakomizu che le spiega come "ai piani alti" sapessero dell'arrivo di "un'altra". Mikoto, dopo essere fuggita dall'infermeria, girovaga per la scuola e si reca vicino al club di kendo (il cui presidente Masashi Takeda ha una cotta per Natsuki), dove, dopo aver mangiato un panino piccante, cerca di calmare il bruciore e crea scompiglio. I ragazzi del kendo credono che si tratti di un demone-gatto e ne parlano con Sorella Yukariko Sanada. Mai inizia a cercare Mikoto in un bosco. Arriva in una parte del giardino costituita da aiuole di fiori rosa. Sotto una struttura di pietra, si trovano la direttrice della scuola, Mashiro Kazahana, e la sua governante, Fumi Himeno. Mashiro è invalida e infatti si trova seduta su un'elegante sedia a rotelle, condotta da Fumi.
Mai chiede alle due donne se hanno visto Mikoto e Fumi le indica una direzione. Quando la ragazza se ne è andata irrompe uno strano personaggio, Nagi Homura che dice di aver visto Mai e la chiama come "ultima delle HiME". La ragazza non ha ancora risvegliato i suoi poteri. Mai trova Mikoto e la porta al dormitorio per prepararle qualcosa da mangiare. Mikoto le dice di essere nella Terra di Fuuka per cercare suo fratello, e poi scompare, saltando da una finestra. Takumi, il fratello di Mai, parla con Tate, il ragazzo della nave (che studia assieme a Shiho nell'isola di Fuuka) e scopre che Mai non è entrata in classe per la seconda parte delle lezioni.
Takumi si inoltra nel bosco alla ricerca di Mai. Takumi ha dei problemi di cuore e mentre passa nel bosco perde il contenitore delle pillole e inizia a sentirsi male.
Mai si trova nel bosco per cercare Mikoto, quando vede arrivare Natsuki in moto. Compare anche Nagi che le dice che capirà tutto a suo tempo. Natsuki diffida da Nagi e decide di aiutare la disperata Mai, per cercare Takumi. Natsuki materializza le sue pistole per colpire Nagi. Mai le domanda chi sia. Natsuki le risponde di essere una HiME (letteralmente questo termine significa Principessa). HiME, secondo Natsuki, è l'acronimo di Higly-advanced Materializing Equipement (Equipaggiamento di Materializzazione Altamente Avanzato), termine coniato dal Primo Distretto (un'organizzazione misteriosa, presente sulla Terra di Fuuka).
Nagi interrompe il discorso e dice che nel bosco c'è un Orphan. Quindi consiglia alle due di sbrigarsi. Takumi giunge in una caverna dove si materializza un mostruoso essere (l'Orphan) che lo minaccia. Ma le due ragazze giungono nella grotta e Natsuki richiama il suo Child (la creatura creata per combattere assieme a lei e che lei può materializzare), Duran.
Nel frattempo entra in scena Nagi che domanda a Mai se vuole accogliere il suo Child, Kagutsuchi. Ma Nagi l'avverte: se Kagutsuchi sarà sconfitto, Mai perderà la sua cosa più preziosa. Mai accetta e dice di voler mettere a repentaglio la sua vita per salvare il fratello Takumi. Dopo aver ottenuto il Child, Mai lo lancia contro l'Orphan, che sconfigge con l'aiuto di Mikoto e Natsuki. Kagutsuchi però lancia una fiammata che distrugge un'ampia porzione di bosco. Nel frattempo un ragazzo, Akira Okuzaki, studente del professore di disegno Wataru Ishigami, si infuria con l'autore della distruzione del bosco, che ha rovinato il suo dipinto.
Mai conosce un ragazzo del Consiglio Studentesco di nome Reito Kanzaki che le sembra simpatico, gentile e cordiale. Mai accoglie nel suo appartamento del dormitorio Mikoto e si incontra con la direttrice Mashiro per parlare delle sue abilità. Mai si infuria perché scopre che la direttrice le ha fatto vincere la borsa di studio solo perché lei è una HiME. Shizuru e Natsuki (che scopriamo essere amiche), nel frattempo ricercano delle notizie su Mai.
Nell'episodio successivo avviene un furto della biancheria intima di tutte le ragazze, compresa Natsuki. Haruka si adira con l'autore del furto e decide di mandare la sua squadra a investigare finché non viene sorpreso Takeda con un indumento intimo di una ragazza in testa. Accusato del furto viene punito con un noioso discorso di preghiere e argomentazioni condotto dal parroco della chiesa dell'accademia, John Greer e da Sorella Yukariko. Poco tempo dopo si scopre che in realtà l'autore del furto è un Orphan, che viene poi sconfitto.
Nell'episodio seguente viene spiegato che Mai ha iniziato a lavorare a un ristorante, il Linden Baum, assieme a due ragazze: Akane Higurashi e Midori Sugiura. Mai fa molta fatica a sostenere economicamente anche le spese per Takumi. Nel frattempo facciamo la conoscenza di Miyu Greer, ragazza che il sacerdote della terra di Fuuka ha adottato. Mai è in preda allo sconforto quando Tate la consola e si rivela molto più gentile e meno sbruffone di quanto sembri.
Mentre Mai girovaga per la città di Fuuka, avviene un incidente in autobus causato da un Orphan, che solo Mai e Miyu riescono a vedere. Natsuki spiega a Mai che gli uomini che stanno soccorrendo i feriti sono uomini del Primo Distretto, un'organizzazione segreta che si occupa delle HiME.
Nel sesto episodio Shiho convince Tate, Takumi, Mai e Mikoto a diventare miko per un giorno e aiutarla per un matrimonio. Ma il gruppo viene seguito da una misteriosa presenza che si scopre essere Midori, la collega di Mai al Linden Baum. La ragazza apre una porta che dà su una grotta (che Shiho aveva consigliato di non aprire perché chi l'avrebbe fatto sarebbe stato maledetto). Mai la vede e la segue, spaventata. D'un tratto però, si materializza un Orphan che sconquassa il matrimonio. Midori decide di utilizzare i suoi poteri e richiama il suo Child, Gakuten-O, rivelando così di essere una HiME. Insieme sconfiggeranno Alyssa Searrs, una HiME artificiale e Miyu Greer (che scopriremo essere un cyborg). Si conclude qui una prima parte.
Nella seconda parte dell'anime ci troviamo alle prese col cosiddetto "Carnival delle HiME". Questo Carnival consiste nel combattimento tra 12 HiMe. Le HiME finora conosciute sono Mai, Yukino, Natsuki, Sorella Yukariko, Midori, Akane, Nao, Mikoto, Fumi e Shiho (di cui si scoprirà più tardi l'esistenza in quanto HiME). Più avanti scopriremo che altre due HiME sono Akira (che in realtà è una ragazza) e Shizuru. La prima HiME ad essere sconfitta è Akane, il cui Child (Harry) viene distrutto da Miyu Greer. Andando avanti con gli episodi vedremo che la seconda HiME ad essere sconfitta sarà Akira, il cui Child (Genmai) viene distrutto da un'entità non ben identificata in grado di evocare un Child a sua volta e interviene anche Mikoto alla battaglia, cercando di proteggere Mai. Durante lo svolgimento della seconda parte dell'anime verremo a conoscenza che esiste un modo per fermare la cerimonia.
Nel frattempo Natsuki viene catturata da Nao. Shizuru, dopo evocato il suo Child (Kiyohime) e distrutto il Child di Nao (Julia), la porta in una struttura isolata che conosce solo lei per curarla. Qui scopriamo che Shizuru ama Natsuki ma, a differenza dell'amica, il suo è un amore più "fisico" che "spirituale". Mentre Shizuru è intenta a baciare Natsuki, viene interrotta da Haruka e Yukino (che si erano nascoste). Shizuru e Haruka cominciano a discutere e nel mentre Haruka dà uno schiaffo a Shizuru. La discussione va avanti e viene tirata in ballo Natsuki quindi Shizuru dà a sua volta uno schiaffo ad Haruka intimandole di non insultare Natsuki. Nel frattempo Natsuki si sveglia e sente le due ragazze discutere, scoprendo così i sentimenti dell'amica per lei.
Shizuru perde la ragione ed estrae la sua Elements, una naginata. Allora Yukino cerca di difendere Haruka ma Shizuru la sconfigge in breve tempo, rendendola la quarta HiME sconfitta. Natsuki decide di combattere Shizuru per farla rinsavire.
Nel frattempo Sorella Yukariko decide di smetterla di ingannare le HiME (è stata precedentemente corrotta dal professore di arte) e dà fuoco alla chiesa, uccidendo sé stessa e il professore. Mai, intanto, scopre che la misteriosa entità che ha cercato più volte di attaccarla è Shiho (rivelando così che anche lei è una HiME). Entrambe si contendono l'amore di Yuuichi. Ritroviamo anche Mikoto, alla quale Reito Kanzaki (il quale scopriremo essere il Principe d'Ossidiana) ha dato ordine di sconfiggere Shiho. Qualche episodio più avanti scopriremo che Midori è stata incaricata dalla direttrice di riesumare Miyu, in caso di necessità. Mikoto invece è stata incaricata di ostacolare Midori, che viene sconfitta cercando di proteggere il contenitore dove è custodita Miyu. Natsuki e Shizuru combattono ferocemente quando Natsuki si trova intrappolata sotto la scultura di una campana. Shizuru la libera e decide di confessare i suoi sentimenti all'amica. Natsuki, commossa, decide di baciare Shizuru appena un attimo prima che Kyohime e Duran si distruggessero a vicenda.
Mai quindi rimane l'unica HiME e va nella grotta segreta dove dovrà sconfiggere Lord Kokuyou e Mikoto (dove c'è anche la HiME di cristallo, fonte di energia della Terra di Fuuka). Durante il combattimento Mai riesce a far ragionare Mikoto e col suo aiuto sconfigge più facilmente il Principe d'Ossidiana. Nel frattempo però irrompe nella scena Miyu, che con un suo attacco provoca una crepa nel cristallo, liberando la HiME al suo interno che riporta indietro le HiME, le rispettive persone amate (e quindi i loro rispettivi Child) che unendo le forze riusciranno a distruggere la stella delle HiME, ponendo fine a quell'assurda cerimonia.

## Terminologia
- HiME: è il termine che viene utilizzato per indicare le ragazze che sono in grado di materializzare i fotoni che compongono l'equipaggiamento speciale tipico delle HiME appunto: la parola in sé è infatti l'acronimo di "Highly-Advanced Materializing Equipment". Oltre a ciò, tutte le HiME sono identificabili grazie ad un marchio che portano sin dalla nascita, impresso in una parte del corpo che varia da ragazza a ragazza, e sono in grado di vedere la Stella rossa delle HiME (HiME-boshi) nei pressi della Luna. Ogni HiME è anche associata ad un Child. In giapponese, il termine Hime vuol dire "principessa".
- PRINCESS: presente solo nel manga, è l'acronimo di "Perfect realization of independent access". Rappresenta coloro che possono evocare un Child anche senza la presenza della Chiave o Key.
- Elements: sono le armi che le HiME sono in grado di materializzare dai fotoni. Rappresentano anche dal punto di vista visivo il fatto che una HiME ha acquisito consapevolezza e padronanza dei propri poteri.
- Child: accompagna una HiME e a tutti gli effetti ne è associato come se ne fosse un vero e proprio guardiano. Sebbene ogni Child si presenti in forma robotica, tali creature sono dotate di una propria intelligenza e sono in tutto e per tutto senzienti. In cambio però della protezione e della forza che ogni Child conferisce alla propria HiME, si genera un legame fra la vita dello stesso Child e la vita della MIP (Most Important Person - Persona più importante) della HiME. Ciò vuol praticamente dire che, in caso di sconfitta e quindi distruzione del Child, muore anche la persona più importante della HiME cui il Child era legato. Quando ciò accade, decade anche la capacità della HiME di materializzare gli Elements.
- MIP: acronimo della sigla Most Important Person, è un concetto presente solo nell'anime. Sta ad indicare, appunto, la persona più importante della HiME e la sua vita è legata alla sopravvivenza del Child di riferimento. Ogni qual volta un Child viene sconfitto, la persona più importante della sua HiME muore e con la sua morte compare uno dei pilastri che compongono l'apertura per la grotta segreta della Terra di Fuuka.
- Terra di Fuuka: è la regione dove si svolgono le vicende di Mai-HiME e dove sorge l'accademia Fuuka Gakuen. L'Istituto cela anche la grotta segreta dove è destino avvenga lo scontro fra l'ultima HiME e il Principe d'ossidiana. Affinché l'ingresso a tale grotta si riveli, devono essere attivati tutti i Pilastri del Sigillo, ovvero tutte le HiME devono essere sconfitte ad eccezione della sopravvissuta al Carnival.
- Carnival delle HiME: è una sorta di battaglia che ha lo scopo di mettere ogni HiME contro le altre, con lo scopo di decretare la vincitrice di tale sfida che avrà il compito di affrontare il Principe d'ossidiana.
- Stella delle HiME: visibile solo alle guerriere, in realtà rappresenta l'arma massima a disposizione del Principe d'ossidiana per dare vita ad un mondo nuovo. Perché il potere della HiME-boshi si riveli è necessario che dal "Carnival delle HiME" esca una sola vincitrice, la cui anima verrà assorbita in un cristallo presente nelle grotte sotterranee della Terra di Fuuka e che, in tal modo, diventa la porta al potere devastante della stella.
- Orphans: creature in tutto e per tutto simili ai Children. Come viene spiegato negli omake dei DVD della serie da Nagi (uno dei personaggi più ambigui di tutto Mai-HiME), ciò che differenzia un Orphan da un Child è l'incapacità del primo di creare quel legame empatico e psionico che vincola Child ed HiME. È proprio per questo motivo che gli Orphans attaccano le persone, ovvero perché sono attratti dagli umani tanto quanto i Child, seppur incapaci di creare il legame empatico che li evolverebbe dal loro stato di mostri a quello di guardiani.
- Key: presente solo nel manga, è la persona il cui animo entra in risonanza con quello della HiME creando i presupposti per l'evocazione del Child. Nel manga, infatti, a differenza dell'anime, ogni Child per essere evocato ha bisogno del contatto fisico fra la HiME e la sua Key. Di per contro, nel manga non è presente il concetto di "MIP" (persona più importante).
- Principe d'Ossidiana: è il termine utilizzato per indicare il ragazzo invasato dello spirito di Lord Kokuyou, il quale gli ordina di sposare la HiME vincitrice del Carnival per fondare, assieme a lei, un nuovo mondo. Il Principe d'Ossidiana è il capo da cui Nagi dipende e provvede inoltre a creare gli Orphan. È il Principe d'Ossidiana a comandare il Primo Distretto e a spingere Mashiro Kazahana a obbligare le HiME a fare quello che Kokuyou vuole.

## Episodi
| Nº | Giapponese 「Kanji」 - Rōmaji                                          | In onda           | In onda |
| Nº | Giapponese 「Kanji」 - Rōmaji                                          | Giapponese        |         |
| 1  | 「それは☆乙女の一大事」 - Sore wa ☆ otome no ichidaiji                 | 30 settembre 2004 |         |
| 2  | 「ヒミツの放課後」 - Himitsu no hōkago                                 | 7 ottobre 2004    |         |
| 3  | 「炎の舞」 - Honō no mai「星の誓い」 - Hoshi no chikai                 | 14 ottobre 2004   |         |
| 4  | 「風のイ・タ・ズ・ラ」 - Kaze no I・ta・zu・ra                         | 21 ottobre 2004   |         |
| 5  | 「雨－－。涙……」 - Ame－－. Namida……                                   | 28 ottobre 2004   |         |
| 6  | 「もえる十七歳(^^;)」 - Moeru jūshichi-sai (;)                         | 4 novembre 2004   |         |
| 7  | 「迷子の仔猫たち」 - Maigo no konekotachi                              | 11 novembre 2004  |         |
| 8  | 「たいせつなもの。」 - Taisetsu na mono.                               | 18 novembre 2004  |         |
| 9  | 「海とオトメとなつきのヒミツ♪」 - Umi to otome to natsuki no himitsu ♪ | 25 novembre 2004  |         |
| 10 | 「ケーキ大戦!!!!」 - Kēki taisen!!!!                                   | 2 dicembre 2004   |         |
| 11 | 「光と闇の輪舞（ロンド）」 - Hikari to yami no Rondo                   | 9 dicembre 2004   |         |
| 12 | 「天使のほほえみ」 - Tenshi no hohoemi                                 | 16 dicembre 2004  |         |
| 13 | 「たまゆらの夜」 - Tamayura no yoru                                    | 23 dicembre 2004  |         |
| 14 | 「ねらわれる学園」 - Nerawareru gakuen                                 | 6 gennaio 2005    |         |
| 15 | 「天翔けるミ☆女子高生」 - Ten kakerumi ☆ jōshi kōsei                   | 13 gennaio 2005   |         |
| 16 | 「Parade♪」                                                            | 20 gennaio 2005   |         |
| 17 | 「うそつきな、唇」 - Usotsuki na, kuchibiru                            | 27 gennaio 2005   |         |
| 18 | 「--はじまり。」 - -- Hajimari.                                        | 3 febbraio 2005   |         |
| 19 | 「こころの迷宮」 - Kokoro no meikyū                                    | 10 febbraio 2005  |         |
| 20 | 「炎の」 - Honō no mai「涙の運命」 - Namida no unmei                   | 17 febbraio 2005  |         |
| 21 | 「黒き君、目覚めるとき」 - Kuroki kimi, mezameru toki                  | 24 febbraio 2005  |         |
| 22 | 「くずれゆく……」 - Kuzureyuku......                                    | 3 marzo 2005      |         |
| 23 | 「愛情と友情、非情」 - Aijō to yūjō, bijō                              | 10 marzo 2005     |         |
| 24 | 「コイ・ハ・タタカイ」 - Koi wa tatakai                                | 17 marzo 2005     |         |
| 25 | 「運命の刻へ」 - Unmei no Koku he                                      | 24 marzo 2005     |         |
| 26 | 「shining★days」                                                       | 31 marzo 2005     |         |

## Colonna sonora

### Sigle
- Shining Days: sigla di apertura cantata da Minami Kuribayashi
- Kimi ga sora datta: sigla di chiusura cantata da Aki Misato

### Mai HiME Original Soundtrack
1. Ensei
2. Kyō no Hajimari
3. Natsu Sora Kaifū
4. Fūka Gakuen Seikatsu
5. Shinobi Yoru Kage
6. Yami no Butō
7. Gakuten'ō Kenzan!
8. Yasashisa no gūwa
9. Makafushigi
10. Ohara hetta!
11. Mata Aō Ne
12. Yūbae no Sora
13. Yamiyo no Prologue
14. Duran Shūkan
15. Kagutsuchi Kourin
16. It's only the fairy tale: cantata da Miyamura Yuuko (voce di Alissa Searrs)
17. Gogo no Hizashi
18. Chiisana Shiawase
19. Koi ō Shita Kara...
20. Nazo ga Nazo ō Yobu
21. Yoru no Soko ni Shizumu
22. Tokiiro no Mai
23. Mezame
24. Ensei no Shizukesa

### Mai Hime Original Soundtrack Vol. 2
1. Himeboshi (Omou Kokoro)
2. Mayoi to, Tomadoi to Yureru Omoi
3. Asa, Tsuka no Aida no Yasuragi
4. Hajimari (Yami e no Shōtai)
5. Mai Yume!!
6. Omoi, Sore wa Shōjo no Kirameki
7. Kokuyō no Kimi (Amai Yuuwaku)
8. Taisetsuna Hito
9. Dare mo Inai Houkago
10. Kako e no Requiem
11. Himeboshi (strumentale)
12. Tokiiro no Mai (strumentale)
13. It's only the fairy tale (strumentale)
14. Nonbiri na Hirusagari
15. Irasshaimase! Famires he!
16. Shikkoubu wa Odoru Yo
17. Minogasanaizo!
18. Matamata O-naka hetta!
19. Sōshitsu
20. Himeboshi (Hitori~)
21. Nemuranai Yami no Shitō
22. Shiromuku no Hime
23. Natsuki Sennyū
24. Bai Yoru Nazo, Nazo...
25. Omoi, Hakanaku.....
26. Konran
27. Yami ga Hirogaru
28. Samayoeru Yami yo
29. Owari no Nai Crossroad
30. Shinkou ni Somaru Yoru no Yume
31. Shinwa no Hate ni (HiME to Kokuyō no Kimi)
32. Omoi Hitohira
33. Himeboshi (Mashiro)

### Mai Hime opening theme single ~ Shining Days
1. Shining days
2. Chiisana hoshi ga oriru toki: cantata da Kuribayashi Minami
3. Shining days (karaoke)
4. Chiisana hoshi ga oriru toki (karaoke)

### Mai HiME ending theme single ~ Kimi ga sora datta
1. Kimi ga sora datta
2. Tomorrow's true
3. Kimi ga sora datta (karaoke)
4. Tomorrow's true (karaoke)

### Mai HiME radio theme song ~ Parade
1. Parade
2. Crystal protection
3. Parade (karaoke)
4. Crystal protection (karaoke)

### Mai HiME character song vol.1 ~ Mai Tokiha
1. Itoshisa no kousaten
2. Sound cinema (drama)
3. Itoshisa no kousaten (karaoke)

### Mai HiME character song vol.2 ~ Natsuki Kuga
1. Mizube no hana
2. Sound cinema (drama)
3. Mizube no hana (karaoke)

### Mai HiME character song vol.3 ~ Mikoto Minagi
1. Kokoro no Ken
2. Sound Cinema ~ Inochi, yume iro gensou (drama)
3. Kokoro no Ken (karaoke)

### Mai HiME Character Vocal Album
1. Mai no Chiisana Omoi (Mai)
2. Happiness (Mai)
3. Susume Gakuntenou (Midori)
4. Innocent (Nao)
5. Mikoto no Shiawase (^.^) (Mikoto)
6. Pokapoka Pekopeko (Mikoto)
7. Soyokaze no Diary (Akane)
8. Loverocket Pilot (Shiho)
9. Natsuki no Koroko (Natsuki)
10. Kirei na Yume no Sono Hate Ni (Natsuki)

### Mai HiME Character Vocal Album Vol. 2
1. Itoshisa no Kousaten ~Mai no Yuujou Nikki Sono 1 (Mai)
2. Bokutachi no Yuuki (Yukino e Haruka)
3. Angel's Dew (Miyu)
4. Houkago Hide and Seek (Chie e Aoi)
5. Kurenai no Ninpuu Rekkaden (Akira)
6. Ashita no Arata (Yukariko)
7. Katakoi Enka (Shizuru)
8. Rasen Teien (Mashiro e Fumi)
9. Itoshisa no Kousaten ~Mai no Yuujou Nikki 2 Mirai he no Message (Mai)

### Mai HiME Unmei no Keitōju OP Single
1. Asura Hime
2. Kimi ga tame, Oshi kara Zarishi Meisa he
3. Asura Hime (Karaoke)
4. 02 - Kimi ga tame, Oshi kara Zarishi Meisa he (Karaoke)

## Manga

Copertina del primo volume dell'edizione italiana del manga, raffigurante Mai Tokiha

Un adattamento manga, scritto da Hajime Yatate e disegnato da Kenetsu Satō, è stato serializzato dall'11 novembre 2004 al 7 luglio 2005 sulla rivista Weekly Shōnen Champion edita da Akita Shoten. I vari capitoli sono stati raccolti in cinque volumi tankōbon dall'11 novembre 2004 all'8 settembre 2005. La versione cartacea è caratterizzata da una trama molto diversa da quella dell'anime.
In Italia la serie è stata pubblicata da Edizioni BD sotto l'etichetta J-Pop dal 30 novembre 2008 al 27 dicembre 2009.
| Nº | Data di prima pubblicazione | Data di prima pubblicazione | Data di prima pubblicazione | Data di prima pubblicazione |
| Nº | Giapponese                  | Giapponese                  | Italiano                    | Italiano                    |
| -- | --------------------------- | --------------------------- | --------------------------- | --------------------------- |
| 1  | 11 novembre 2004            | ISBN 4-253-20771-5          | 30 novembre 2008            | ISBN 978-88-6123-322-5      |
| 2  | 8 febbraio 2005             | ISBN 4-253-20772-3          | 8 febbraio 2009             | ISBN 978-88-6123-352-2      |
| 3  | 8 marzo 2005                | ISBN 4-253-20773-1          | 15 marzo 2009               | ISBN 978-88-6123-413-0      |
| 4  | 8 luglio 2005               | ISBN 4-253-20774-X          | 5 luglio 2009               | ISBN 978-88-6123-461-1      |
| 5  | 8 settembre 2005            | ISBN 4-253-20775-8          | 27 dicembre 2009            | ISBN 978-88-6123-643-1      |

## Videogiochi
Una visual novel per PlayStation 2 intitolata Mai-HiME: Unmei no keitōju (舞-HiME 運命の系統樹?, Mai-HiME: Unmei no keitōju) è stata sviluppata dalla Marvelous Interactive e pubblicata in Giappone il 30 giugno 2005. Un remake del titolo è stato successivamente pubblicato per Windows con il titolo Mai-Hime - Unmei no keitōju shura. In entrambe le versioni, il giocatore controlla il personaggio di Takamura Kyouji, uno studente universitario di archeologia, che con l'aiuto della Sears Association, ottiene un impiego temporaneo come insegnante di storia presso le classi 1-3 del Fuuka Gakuen (le classi di Miyu, Natsuki, Mai e Akane). In realtà, il vero obiettivo di Kyouji è di investigare sulla leggenda di Hime.
Due videogiochi picchiaduro per PlayStation Portable, Mai-HiME bakuretsu! Fuuka Gakuen gekitoushi?! (舞-HiME 爆裂!風華学園激闘史?!?) e Mai-HiME senretsu! Shin Fuuka Gakuen gekitoushi!! (舞-HiME 鮮烈!真風華学園激闘史!!?), sono stati sviluppato dalla Sunrise Interactive e pubblicati rispettivamente il 23 febbraio 2006 e il 27 aprile 2006.